# Sem Steijn
Sem Steijn, né le 12 novembre 2001 à La Haye aux Pays-Bas, est un footballeur néerlandais qui évolue au poste de milieu offensif au Feyenoord Rotterdam.

## Biographie

### Débuts professionnels
Né à La Haye aux Pays-Bas, Sem Steijn est notamment formé par le club de sa ville natale, le ADO La Haye. Il signe son premier contrat professionnel avec ce club, le 27 juin 2018, pour une durée de deux ans plus une année supplémentaire en option.
En juillet 2018, Sem Steijn est prêté pour une saison au VVV Venlo, où son père Maurice Steijn (en), est entraîneur. 
Le 23 avril 2019 il se fait remarquer en inscrivant son premier but en professionnel contre le SC Heerenveen, lors d'une rencontre de championnat. Entré en jeu à la place de Tino-Sven Sušić, Steijn marque le but égalisateur en fin de match, permettant à son équipe d'obtenir le point du match nul (2-2 score final). Avec ce but, Steijn devient également le plus jeune buteur de l'histoire du VVV Venlo en première division néerlandaise, à 17 ans et 162 jours,.
En juin 2019, Steijn rejoint Al-Wahda en prêt. Il suit notamment son père, devenu entraîneur du club basé aux Émirats arabes unis. Il fait son retour à l'ADO La Haye en janvier 2020, où il est dans un premier temps intégré à l'équipe réserve du club.

### FC Twente
Lors de l'été 2022, Sem Steijn s'engage librement en faveur du FC Twente. Le transfert est annoncé dès le 8 mars 2022 et il signe un contrat courant jusqu'en juin 2025. 
Il joue son premier match pour Twente le 4 août 2022 face au FK Čukarički, à l'occasion d'une rencontre qualificative pour la phase de groupe de Ligue Europa Conférence 2022-2023. Il entre en jeu à la place de Michel Vlap et son équipe s'impose par trois buts à un. Le 30 octobre 2022, Steijn est l'auteur de son premier doublé pour Twente, lors d'une rencontre de championnat face au RKC Waalwijk. Titulaire, il participe à la victoire de son équipe par trois buts à zéro.

## Vie privée
Sem Steijn est le fils de Maurice Steijn (en), ancien footballeur professionnel devenu entraîneur.